# Fart paa
Fart paa (også kaldet Fart paa!) er en dansk stum komediefilm fra 1909 produceret af Nordisk Films Kompagni og instrueret af Viggo Larsen.
Filmen blev i engelsktalende lande distribueret som The hustling Mr Brown.

## Handling
Mr. Spead (sic!) er en rastløs natur, alt går ham for langsomt her i verden, og da han, heldigvis for ham, er herre over skjulte kræfter, kan han benytte denne sin magt til at puste liv i al den træghed, han mener sig omgivet af. Lad os være glade over, at der ikke findes mange, der ligner Mr. Spead, for livet kan sandelig ikke tåle at blive mere hæsblæsende end det allerede er.

## Reference
1. 1 2  Nordisk Films program for filmen, dfi.dk
2. ↑  DFI's hjemmeside om filmen